# Dôme de Teramo

Plan de la cathédrale

Le Dôme ou Cathédrale Santa Maria Assunta  (Duomo di Teramo ou Cattedrale di Teramo ou encore Cattedrale di Santa Maria Assunta en italien) est le dôme de la ville de Teramo, dans la région des Abruzzes. L'édifice est dédié à l'Assomption de Marie et à Saint Bernard Paleara, saint patron de la ville. Construit dans un style roman-gothique, il a été consacré en 1176. Il s'agit de l'édifice de culte catholique le plus important de Teramo, église mère du diocèse Teramo-Atri et le siège de l'évêché. La cathédrale se trouve dans le centre historique. Son aspect actuel est le résultat de nombreuses interventions effectués soit après les nombreux séismes, soit à la suite des projets de restructuration de l'édifice.

## Historique
L'église a été commencée en 1158, sur ordre de l'évêque Guido II de Teramo, afin d'abriter les reliques de Saint Berardo après la destruction de l'ancienne cathédrale de Teramo, Santa Maria Aprutensis, par la main de Robert de Loritello en 1155.
L'édifice a été terminé en style roman et consacré en 1176. Elle possède une nef et deux bas-côtés ainsi qu'un presbytère ainsi que probablement à l'origine un narthex extérieur. Une grande partie de la pierre pour sa construction a été prise au théâtre et amphithéâtre romain; une partie de ce dernier a été démoli pour faire place à l'église.
En 1331-1335 l'évêque Niccolò degli Arcioni avait largement modifié le bâtiment. La partie nord a été agrandie au détriment des trois absides, qui elles ont été supprimés. Le nouvel édifice a été mal aligné.
La partie inférieure de l'édifice a été construite entre le XIIe et XIIIe siècles ; la partie intermédiaire au XIVe siècle et la partie octogonale conçue par Antonio da Lodi au XVe siècle (1493).
Au XVIIIe siècle l'église a été largement modifiée pour l'adapter au style Baroque. Les colonnes et les six travées romanes ont été remplacées par deux coupoles, soutenues par des piliers ; les allées sont abaissées, l'intérieur a reçu une décoration en stuc et deux portails ont été ouverts sur les côtés du portail principal. 
Au cours des années 1930 une restauration a permis de rendre à l'église l'aspect original d'origine médiéval.

## Extérieur
L'ensemble de l'édifice est en style gothique avec une fine arcade ogivale qui est située au même niveau que le vieux presbytère. 
L'édifice possède une façade séparée par une porte aveugle. Un nouveau portail a été également ajouté, décoré de mosaïques cosmatesques (1332) signées et datées par le maître Deodato Romano. Le portail est flanqué de deux colonnes soutenues par des lions qui soutiennent à tour de rôle les deux statues, l'une de l'Ange de l'Annonciation, l'autre de la Vierge ; les deux sont attribuées à Nicola da Guardiagrele. 
Au milieu de l'architrave entre celles de Atri et Teramo se trouvent les armoiries de Niccolò degli Arcioni (it). 
La forme actuelle de la nouvelle façade et les merlons et créneaux Gibelins, sont probables dus à des ajouts ultérieurs. 
À la fin du XVe siècle, un tympan triangulaire de style gothique, avec des niches et des statues a été placé au-dessus du portail. Sur la droite se trouve un grand clocher campanile.

## Intérieur

### Œuvres d'art
- Antependium d'argent du maître-autel de Nicola da Guardiagrele et son atelier (1433 à 1448).

Cet antependium remplace un précédent qui a été volé en 1416 pendant les troubles à la suite de la mort du roi Ladislas Ier de Naples.Il est formé par 35 feuilles d'argent repoussé, placées dans quatre rangées horizontales sur une base en bois, reliées aux coins par 22 tesserae émaillées et colorées, le tout dans un cadre d'argent ajouté en 1734. La feuille centrale est  de taille double et représente le Rédempteur ; Elle est encadrée par les quatre évangélistes et les quatre docteurs de l'église ; la dernière scène représente Saint François recevant les stigmates, tandis que les autres montrent la vie de Jésus de l'Annonciation à la Pentecôte.
- Polyptyque (fin du XVe siècle de Jacobello del Fiore.)

Il montre, dans le Centre, le Christ, couronné par la Vierge ; en arrière-plan, une représentation de la ville de Teramo telle qu'elle était à l'époque. 
- Crucifix en bois du XIVe siècle découvert au cours de la restauration de 2010
- Madone du maître de Santa Caterina Gualino XIVe siècle

## Sources
- (en) Cet article est partiellement ou en totalité issu de l’article de Wikipédia en anglais intitulé « Teramo Cathedral » (voir la liste des auteurs).